# Daspit Glacier
Daspit Glacier är en glaciär i Antarktis. Den ligger i Västantarktis. Argentina, Chile och Storbritannien gör anspråk på området. Daspit Glacier ligger 816 meter över havet.
Terrängen runt Daspit Glacier är varierad. Trakten är obefolkad. Det finns inga samhällen i närheten.